# 0765
0765 è il prefisso telefonico del distretto di Poggio Mirteto, appartenente al compartimento di Roma.
Il distretto comprende la parte sud-occidentale della Provincia di Rieti e alcuni comuni della Città metropolitana di Roma Capitale. Confina con i distretti di Terni (0744) a nord, di Rieti (0746) a est, di Avezzano (0863), di Tivoli (0774) e di Roma (06) a sud e di Viterbo (0761) a ovest.

## Aree locali e comuni
Il distretto di Poggio Mirteto comprende 50 comuni inclusi nelle 2 aree locali di Poggio Mirteto (ex settori di Forano, Poggio Mirteto e Torri in Sabina) e Poggio Moiano (ex settori di Orvinio, Poggio Moiano e Rocca Sinibalda). I comuni compresi nel distretto sono: Ascrea, Belmonte in Sabina, Cantalupo in Sabina, Casaprota, Casperia, Castel di Tora, Castelnuovo di Farfa, Civitella San Paolo (RM), Collalto Sabino, Colle di Tora, Collegiove, Collevecchio, Concerviano, Fara in Sabina, Fiano Romano (RM), Filacciano (RM), Forano, Frasso Sabino, Longone Sabino, Marcetelli, Mompeo, Monte San Giovanni in Sabina, Montebuono, Monteleone Sabino, Montenero Sabino, Montopoli di Sabina, Nazzano (RM), Nespolo, Orvinio, Paganico Sabino, Poggio Catino, Poggio Mirteto, Poggio Moiano, Poggio Nativo, Poggio San Lorenzo, Ponzano Romano (RM), Pozzaglia Sabina, Rocca Sinibalda, Roccantica, Salisano, Scandriglia, Selci, Stimigliano, Tarano, Toffia, Torri in Sabina, Torricella in Sabina, Torrita Tiberina (RM), Turania e Varco Sabino .